# Lisa Medin

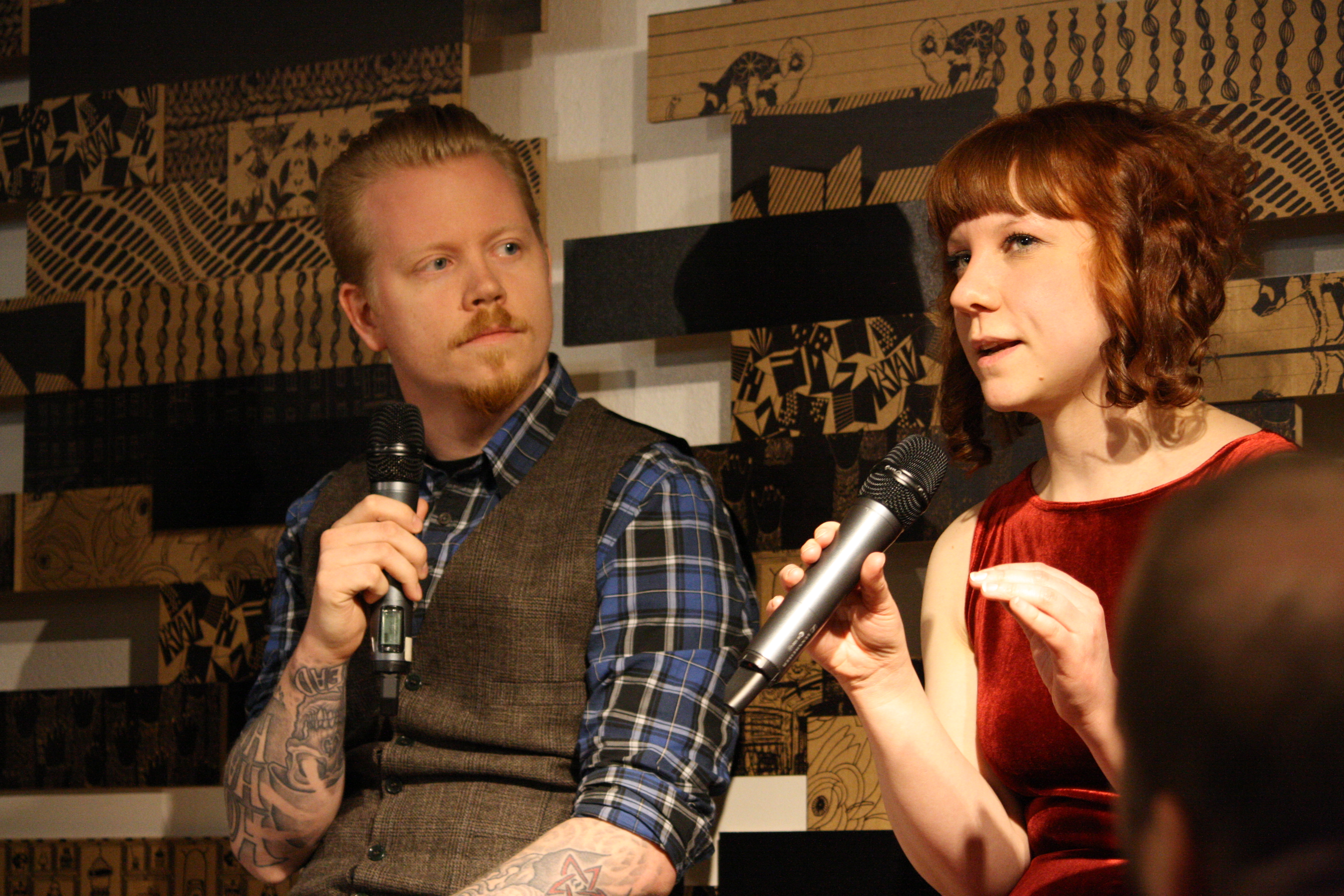
Lisa Medin och serietecknarkollegan Daniel Thollin i ett panelsamtal på Stockholms internationella seriefestival 2013.

Lisa Medin, född 28 april 1985, är en svensk illustratör och serietecknare, mest känd för sin svenska manga Medley som publicerats i serietidningen Utopi, utgiven av Kolik förlag, och i egen bok på samma förlag. Men hon jobbar också som föreläsare och workshopledare, och har jobbat som redaktör och projektledare på förlaget Egmont och är grundare till podden Mangapatrikarkatet tillsammans med serieskaparen Stef Gaines. Hon har även haft flera förtroendeuppdrag för organisationer som Svenska Tecknare och Seriefrämjandet.
Lisa Medin är utbildad på på Serie- och Bildberättarprogrammet vid Högskolan i Gävle, Serieskolan i Malmö samt Högskolan för Design- och Konsthantverk (HDK, Göteborgs Universitet). Hon blev nominerad av Seriefrämjandet för Urhunden-priset 2014 för bästa svenska originalalbum för boken Medley, vol. 1 – En ny våg.

## Verk
Ett urval.

### Egna projekt
Manus och Illustration
- Medley-serien
  - 2006 – Medley GOLD 1 & 2. ISBN 91-976362-0-7
  - 2008 – Medley 3 & 4 Retroaktivität. ISBN 97-891976362-1-6
  - 2009 – Medley 5 Ackord!. ISBN 97-891976362-2-3
  - 2011-2014 – 11 nummer i Utopi[4]
  - 2013 – Medley, vol. 1 – En ny våg. ISBN 97-891865092-5-5 – Samlade och omarbetade tidigare utgivna Medley-serier
  - 2014 – Människomaskinen – Ett Medley-sidospår[12]
  - 2019 – Medley: Mixtape – ”Allt väl, fru kommissionär?”[13]
  - 2023 – <<Rewind – Medley-sidospåren. ISBN 978-91-527-6519-7

- Science Fiction-bokhandeln
  - 2009-2019 – Den lilla Samurajen[14] – Stående seriestripp i SF-bokhandelns katalog.

### Illustration
- Älgpojken-serien (författare Cecilia Sundh, Hegas förlag)
  - 2019 – Älgpojken 1 - Innan månen går upp. ISBN 97-891754387-3-3
  - 2019 – Älgpojken 2 - Dödens glänta. ISBN 97-891788125-8-5
  - 2020 – Älgpojken 3 - Svartfallet. ISBN 97-891788165-6-9

- Karateklubben Obi-serien (författare Ingrid Jönson, Nypon och Vilja förlag)
  - 2021 – Hårt slag. ISBN 97-891797118-7-0
  - 2022 – Hög spark. ISBN 97-891797125-1-8
  - 2022 – Tuff fight. ISBN 97-891797126-8-6

- Dogstars-serien (författare Mårten Sandén, Bonnier Carlsen)
  - 2022 – Dogstars del 1. Ett nytt hopp. ISBN 97-891797579-7-7
  - 2022 – Dogstars del 2. Uppdrag i Gasklockorna. ISBN 97-891797712-7-0
  - 2022 – Dogstars del 3. Operation Rimfrost. ISBN 97-891797712-8-7

### Antologier
Manus och Illustration
- 2013 – Ordningen upprätthålls alltid. ISBN 978-91-980734-4-7
- 2014 – Serienördens kokbok. ISBN 978-91-98137-91-0
- 2014 – Kvinnor ritar bara serier om mens. ISBN 978-91-751505-1-2
- 2018 – Serieboken. ISBN 978-9172217-79-9
- 2018 – Draw the line. ISBN 978-9198413-71-7
- 2021 – Serienördens coronabok. ISBN 978-9198413-73-1

### Skivomslag
- 2020 – Victor Leksell – Fånga mig när jag faller[15][16][17] – Skivomslag och andra illustrationer